# إحصاء جنائي
الإحصاء الجنائي هي تطبيق نماذج الاحتمالات والتقنيات الإحصائية على الأدلة العلمية، مثل أدلة الحمض النووي والقانون. على النقيض من الإحصاءات "اليومية"، من أجل عدم توليد التحيز أو استخلاص النتائج بشكل غير ملائم، فإن الإحصائيين الشرعيين يبلغون عن الاحتمالات كنسب احتمالية (LR). ثم يتم استخدام نسبة الاحتمالات هذه من قبل هيئة المحلفين أو القضاة لاستخلاص الاستنتاجات أو الاستنتاجات والبت في المسائل القانونية. يعتمد المحلفون والقضاة على قوة تطابق الحمض النووي، التي تقدمها الإحصائيات، للتوصل إلى استنتاجات وتحديد الذنب أو البراءة في المسائل القانونية.